# Inclusione sociale
L'inclusione sociale è l'azione volta a garantire l'inserimento di ciascun individuo all'interno della società, indipendentemente dalla presenza di elementi che differenziano gli uni dagli altri e che possono apparire limitanti. Abbraccia numerosi aspetti e ambiti tra i quali l'inclusione scolastica e l'inclusione lavorativa.

## Definizione
L'inclusione indica lo stato di appartenenza a qualcosa, sentendosi accolti e avvolti.. L'inclusione sociale rappresenta la condizione in cui tutti gli individui vivono in uno stato di equità e di pari opportunità, indipendentemente dalla presenza di disabilità o di povertà. 
L'inclusione è descritta da caratteristiche specifiche:
- Si riferisce a tutti gli individui
- Si rivolge a tutte le differenze senza che queste siano definite da categorie e da criteri deficitari, ma pensate come modi personali di porsi nelle diverse relazioni e interazioni
- Mira all'eliminazione di ogni forma di discriminazione
- Spinge verso il cambiamento del sistema culturale e sociale per favorire la partecipazione attiva e completa di tutti gli individui[3]
- Mira alla costruzione di contesti inclusivi capaci di includere le differenze di tutti, eliminando ogni forma di barriera
- Allontana da sé la concezione di abilismo e di "normativa"[4]

L'inclusione sociale guarda alla disabilità non come una caratteristica interna dell'individuo che crea il non funzionamento, ma come un deficit collocato "all'interno dei processi disabilitanti prodotti da contesti, saperi disciplinari, organizzazioni e politiche incapaci di fornire una risposta adeguata alle differenze delle persone". Alla luce di questo risulta necessario osservare, proporre e cambiare i contesti sociali per realizzare ovunque l'inclusione sociale. Meneghini sottolinea questo processo: "L'inclusione è un processo che problematizza gli aspetti della vita sociale, delle istituzioni e dell politiche: si presenta come un processo dinamico, instabile, in continua costruzione, in quanto l'essere inclusivi non è vincolato al ruolo prescrittivo, a una norma, a una costrizione, ma implica una continua strutturazione e destrutturazione delle organizzazioni e dei contesti istituzionali e sociali". 
In ambito accademico e di ricerca molti studiosi hanno dato una propria definizione di inclusione:
Andrea Canevaro afferma che "è l'ampliamento dell'orizzonte nella riconquista di un senso di appartenenza Patrizia Gaspari la intende "come metodo e prospettiva in grado di realizzare un processo di riconoscimento reciproco, in cui le ragioni di ciascuno si incastrino in un percorso di crescita comune"; Marisa Pavone sostiene che "l'essere inclusi è un modo di vivere insieme, basato sulla convinzione che ogni individuo ha valore e appartiene alla comunità. Così intesa, l'inclusione può avvenire non solo nella scuola ma in molteplici ambienti: lavoro, gioco, ricreazione"

## Inclusione, integrazione, normalizzazione
Spesso il concetto di inclusione viene sovrapposto a quello di integrazione e i due termini vengono utilizzati come sinonimi, ma l'inclusione non è assimilazione e nemmeno integrazione e questa posizione è supportata dallo studioso Jürgen Habermas che afferma: "Inclusione non significa accaparramento assimilatorio, né chiusura contro il diverso. Inclusione dell'altro significa piuttosto che i confini della comunità sono aperti a tutti: anche, e soprattutto, a coloro che sono reciprocamente estranei o che estranei vogliono rimanere".
Negli ultimi decenni, i servizi hanno assunto come punto di riferimento concetti come normalizzazione e integrazione, che pongono in risalto la necessità di operare per eliminare le differenze, assimilare e avvicinare il più possibile le persone con disabilità a una condizione di normalità.
Questa prospettiva considera la disabilità come un elemento negativo da rimuovere, per questo il processo assimilativo ritiene il diverso colui che deve cambiare e adattarsi alla cultura e alla società in cui vive.
I concetti di inclusione e integrazione differiscono anche per la base filosofica: il concetto integrativo rappresenta una sorta di valore aggiunto rispetto al lavoro svolto da un servizio; mentre l'inclusione consiste in un diritto fondamentale a prescindere dalle condizioni e dalle capacità individuali.

## Strumenti dell'inclusione sociale

### Index
L'Index è un documento completo a sostegno dello sviluppo inclusivo delle scuole.
In esso “l'inclusione si riferisce all'educazione di tutti i bambini, ragazzi con BES e con apprendimento normale”..  Secondo gli autori, «tutte le forme di inclusione ed esclusione sono sociali e derivano dall'interazione tra le persone e il contesto».
L'index nasce in seguito ad una serie di avvenimenti:
“fino agli anni '80 il sistema scolastico del Regno Unito è stato caratterizzato da una netta separazione tra le scuole ordinarie (mainstream schools) e quelle speciali (special schools), destinate ad accogliere gli alunni che per le loro particolari condizioni venivano ritenuti non adatti alla frequenza degli istituti normali”. Nel 1988, un altro Educational Act ha introdotto il National Curriculum che ha portato la necessità di una ricalibrazione delle scuole rispetto agli alunni con BES che è stata messa in atto con il SEN Code of Practices (2001) e il Disability and Discrimination Act.
Diversamente dalla Gran Bretagna, in Italia con la legge 517 del 1977 e l'introduzione della figura dell'insegnante di sostegno, si ha l'abolizione delle scuole speciali dimostrando un clima di apertura e innovazione della società italiana di quel periodo. “A trent'anni di distanza dall'emanazione della legge, il panorama che caratterizza complessivamente la scuola italiana è quello di una «integrazione a metà», ossia di una situazione in cui, accanto a molte esperienze positive che possono essere identificate come «buone prassi» solitamente affermate all'interno delle strutture scolastiche, si registra tuttavia il permanere di numerose difficoltà riguardo a diversi aspetti dell'attività integrativa delle scuole, sia per quanto concerne dimensioni strutturali come la formazione degli insegnanti e la disponibilità di docenti opportunamente formati da inserire sul sostegno, sia in riferimento alla qualità stessa dell'attività di sostegno, che evidenzia una perdurante difficoltà da parte delle scuole nel produrre gli investimenti indispensabili dal punto di vista della flessibilità organizzativa. Appare evidente che la situazione del nostro paese è molto diversa da quella Britannica dal punto di vista normativo ma anche organizzativo. Nel nostro paese viene sottolineata la necessità di rafforzare progressivamente l'autonomia decisionale delle scuole “almeno per gli elementi di gestione meno rilevanti visto che il presupposto è che l'autonomia vada sviluppata «a costo zero» per quanto riguarda i contributi dello stato”.
Sulla base di quanto affermato è importante sapere che l'Index sollecita a: definire un quadro di valori condivisi; sviluppare in modo sistemico strategie di comunità; assumere il tema della globalizzazione come un dato di realtà; affrontare il tema delle differenze.

### ICF: Classificazione Internazionale del Funzionamento, della Disabilità e della Salute
L'ICF è una Classificazione Internazionale del Funzionamento, della Disabilità e della Salute  e rappresenta una revisione della Classificazione Internazionale delle Menomazioni, della Disabilità e degli Handicap  (ICIDH), pubblicata per la prima volta nel 1980 dall'Organizzazione mondiale della sanità (OMS). Lo scopo generale è di fornire un linguaggio standard e unificato che funga da modello di riferimento per la descrizione della salute e degli stati ad essa correlati. Il termine “Funzionamento” include tutte le funzioni corporee, le attività e partecipazione, mentre il termine “ Disabilità” , menomazioni, limitazioni dell'attività o restrizioni della partecipazione; l'ICF elenca anche i fattori ambientali che interagiscono con tutti questi costrutti. In esso, vengono classificati funzionamento e disabilità associati alle condizioni di salute. I suoi scopi principali sono:
- offrire una base scientifica per comprendere e studiare la salute, le condizioni, conseguenze e cause determinanti ad essa connesse;
- definire un linguaggio comune per descrivere la salute e le condizioni ad essa correlate al fine del miglioramento della comunicazione fra i diversi utilizzatori;
- rendere possibile un confronto fra i dati raccolti in Paesi, discipline sanitarie, servizi e in periodi diversi;
- offrire uno schema di codifica sistematico per i sistemi informativi sanitari.
L'ICF può rivelarsi utile per un'ampia serie di applicazioni diverse, per esempio l'ambito della previdenza sociale, della valutazione nell'assistenza sanitaria e delle ricerche statistiche su popolazioni a livello locale, nazionale e internazionale. Esso comprende tutti gli aspetti della salute umana e alcuni elementi del benessere importanti per la salute e li descrive come domini della salute e domini ad essa correlati; inoltre, non riguarda soltanto le persone con disabilità, come spesso erroneamente si pensa, ma riguarda tutti, ha un'applicazione universale.
Infine, esistono due versioni dell'ICF in modo da rispondere alle necessità dei diversi utilizzatori e ai diversi livelli di apprendimento necessari; una versione completa in cui è presente una classificazione a quattro livelli di approfondimento e una versione breve contenente i primi due livelli della classificazione.

### Normativa per l'inserimento lavorativo dei disabili
Parlare di disabilità non è facile, in quanto una persona con menomazione può risultare più o meno abile a seconda delle caratteristiche necessarie per affrontare un determinato contesto. Il primo paradigma normativo che tenta una categorizzazione univoca di queste menomazioni è il paradigma biomedico-individuale/ modello del deficit. Qui ci si basa sull'idea che la persona presenti un deficit interno il quale diventa fattore causale di difficoltà. Il problema non è quindi messo in relazione al contesto. Le modifiche fatte nel tempo dall'ICIDH (International Classification of Imparirments, disabilies, and Handicaps) hanno portato ad una modifica della classificazione della disabilità. L'ultima stesura (1999) rinomina la classificazione dell'ICF. Il primo modello ICIDH si basava sulla relazione tra: danneggiamento, disabilità, e handicap stabilendo che le lesioni ad un organo creano nell'individuo l'impossibilità di svolgere un lavoro ed è di conseguenza svantaggiato a livello sociale.
Nel ICF viene stilata una nuova classificazione, adottata poi dall'OMS nel 2001. Con questa prospettiva la disabilità della persona viene considerata in relazione ai fattori contestuali. Il modello prende il nome di: ”biopsicosociale”. Si spiega che è la diversità dell'ambiente in cui il soggetto si trova a dare un valore ai suoi funzionamenti.
Nell'esperienza Italiana la legge 504/1997 e la legge 104/1992 portano riferimenti alla disabilità e all'integrazione. 
Di grande importanza, nel panorama legislativo italiano, risulta la legge 68 pubblicata nel Supplemento Ordinario n. 57/L alla Gazzetta Ufficiale il 23 marzo 1999 riguardante le norme per il diritto al lavoro dei disabili allo scopo di promuovere l'inserimento e l'integrazione lavorativa delle persone disabili attraverso servizi di sostegno e di collocamento mirato rispettando la persona. L'ultimo aggiornamento di questa legge risale al Decreto legislativo 14 settembre 2015, n. 151 (in SO n.53, relativo alle G.U 23/09/2015 n. 221)
Essa viene applicata a:
- coloro affetti da minoranze fisiche, psichiche, sensoriali ed intellettive (con una riduzione delle capacità lavorative del 45 per cento)
- coloro i quali sono invalidi del lavoro con un grado di invalidità superiore al 33 per cento
- le persone non vendenti o sordomute
- le persone invalide di guerra.

La legge inoltre sancisce il dovere dei datori di lavoro di mantenere il posto di lavoro a coloro che, non essendo disabili al momento dell'assunzione, abbiano subito un infortunio nel lavoro o una malattia professionale che gli ha fatto acquisire eventuali disabilità.